# Milan Matulović
Milan Matulović (Belgrad, 10 de juny de 1935) fou un jugador d'escacs serbi, que tenia el títol de Gran Mestre des de 1965. Va desenvolupar la major part de la seva carrera escaquística sota bandera iugoslava, i durant els anys 1960 i 1970 fou el segon o tercer millor jugador iugoslau, rere Svetozar Gligorić i, possiblement, Borislav Ivkov. Estigué en primera línia mundial fins a 1977, tot i que va seguir jugant ocasionalment fins al 2006.
El seu millor rànquing Elo s'ha estimat en 2676 punts, el desembre de 1967, moment en què tenia 32 anys, cosa que el situaria en 20è lloc mundial en aquella data. Segons chessmetrics, va ser el 19è millor jugador mundial en 2 diferents mesos, entre el gener i el febrer de 1968.
|  |

## Resultats destacats en competició
El 1958 va jugar un matx d'entrenament a quatre partides contra Bobby Fischer, del qual només n'ha sobreviscut una partida (amb victòria de Matulović). Va assolir el títol de Mestre Internacional el 1961, i el de Gran Mestre el 1965.
Va guanyar el Campionat de Iugoslàvia en dues ocasions, els anys 1965 i 1967, i participà assíduament en torneigs internacionals de primera línia, en particular durant els 1960 i 1970. Probablement el seu millor resultat fou el primer lloc empatat amb Gligorić, Ivkov i Lev Polugaievski a Skopje 1969, per davant de l'exCampió del Món Mikhaïl Botvínnik i dels diversos cops Candidat al títol Iefim Hèl·ler. D'altres primers llocs en aquest període, fos en solitari o empatat, inclouen Netanya 1961, Vrsac 1964, Novi Sad 1965, Belgrad 1965, Torneig d'escacs de Reggio Emilia 1967/68, Torneig Zonal d'Atenes 1969, Belgrad 1969, Sarajevo 1971, Birmingham 1975, Bajmok 1975 (i també 1978), Majdanpek 1976, Vrbas 1976, Belgrad 1977 i Odzaci 1978. A partir del 1980 però, les seves victòries van esdevenir menys freqüents, tot i que encara guanyà a Osijek 1980, Borovo 1980, Hèlsinki 1981 i Vrnjacka Banja 1985 (i 1990).

### Cicle pel campionat del món
Les seves participacions en el cicle pel campionat del món no varen ser massa reeixides, ja que mai no va assolir d'arribar a l'etapa de Candidats en el procés per triar un aspirant al títol.

### Matx URSS-Resta del Món de 1970
Matulović va participar en el famós "Matx del segle de 1970, URSS vs Resta del Món", formant part de l'equip mundial, i en el qual es va enfrontar, al vuitè tauler, contra Botvínnik, amb el resultat d'una derrota i tres taules. Hi va haver certa controvèrsia posterior al voltant d'aquest emparellament, ja que era conegut el "complex Botvinnik" que en Matulović patia, i que tenia un llarg historial de resultats pobres contra el jugador soviètic; fins i tot, hi va haver la sensació que el capità de l'equip soviètic havia alineat en Botvínnik en un tauler inferior al que li tocaria per prestigi, només per intentar aprofitar l'avantatge psicològic de la situació.

### Participació en olimpíades d'escacs
Matulović va tenir uns resultats excel·lents a les Olimpíades d'escacs. Va jugar setanta-vuit partides en sis olimpíades, representant Iugoslàvia, entre 1964 i 1972, amb un resultat global de 46 victòries, 28 taules i només 4 derrotes, amb un 76,9%, la desena millor actuació de tots els temps en olimpíades. A l'edició de 1964 hi participà com a MI, i a partir de 1966 com a GM. Va guanyar-hi un total de 8 medalles, dues d'argent i dues de bronze per equips, i dues d'argent i una d'or individuals.

## Controvèrsies
En Matulović va generar sempre abundoses controvèrsies per les seves accions tant durant com després de les partides. Sobre el tauler, era conegut pel fet de seguir jugant en posicions sense esperança, molt més enllà del recomanable des del punt de vista de l'etiqueta del comportament entre Grans Mestres, ja que no volia abandonar tot intentant assolir l'ajornament (suspensió de la partida per continuar-la l'endemà, cosa comuna en els torneigs de l'època) per tal que les notícies diguessin "la partida de Matulović s'ha ajornat" en lloc de "Matulović ha perdut!"
Una acusació més seriosa es va produir tot just després del Torneig Interzonal de Palma 1970, quan fou acusat de "regalar" la seva partida contra Mark Taimanov a canvi de 400 $, per permetre que en Taimanov es classifiqués pels matxs de Candidat, on patiria la seva famosa desfeta contra Bobby Fischer per 6-0. Les acusacions es basaven en la conducta de Matulović durant la partida i la seva feble resistència:
Taimanov-Matulović, Palma, 1970, gambit de dama acceptat:
1.d4 d5 2.c4 dxc4 3.Cf3 Cf6 4.e3 Ag4 5.Axc4 e6 6.Cc3 Cbd7 7.h3 Ah5 8.O-O Ad6 9.e4 e5 10.dxe5 Cxe5 11.Ae2 Axf3 12.Axf3 Cxf3+ 13.Dxf3 De7 14.Af4 Ae5 15.Axe5 Dxe5 16.De3 O-O 17.f4 De7 18.e5 c6 19.Tfe1 Tfe8 20.Df3 Dc5+ 21.Df2 Dxf2+ 22.Rxf2 Cd5 23.Cxd5 cxd5 24.Ted1 Ted8 25.Tac1 Td7 26.Re3 Tad8 27.Rd4 Rf8 28.f5 Re7 29.Td3 Te8 30.Tdc3 b6 31.Tc7 Td8 32.T1c6 Re8 33.g4 h6 34.h4 Tb8 35.g5 hxg5 36.hxg5 Tb7 37.Tc8+ Td8 38.Txd8+ Rxd8 39.Rxd5 a5 40.Td6+ Re8 41.Rc6 Te7 42.Td5 1-0
|   | a | b | c | d | e | f | g | h |   |
| 8 | e8 negres torre · g8 negres rei · d7 negres cavall · f7 negres peó · a6 negres peó · c6 negres dama · d6 blanques peó · f6 blanques peó · h6 negres peó · b5 negres peó · g5 negres peó · b3 blanques peó · e3 negres torre · g3 blanques peó · h3 blanques peó · c2 blanques peó · e2 blanques alfil · f2 blanques dama · d1 blanques torre · e1 blanques torre · f1 blanques rei | e8 negres torre · g8 negres rei · d7 negres cavall · f7 negres peó · a6 negres peó · c6 negres dama · d6 blanques peó · f6 blanques peó · h6 negres peó · b5 negres peó · g5 negres peó · b3 blanques peó · e3 negres torre · g3 blanques peó · h3 blanques peó · c2 blanques peó · e2 blanques alfil · f2 blanques dama · d1 blanques torre · e1 blanques torre · f1 blanques rei | e8 negres torre · g8 negres rei · d7 negres cavall · f7 negres peó · a6 negres peó · c6 negres dama · d6 blanques peó · f6 blanques peó · h6 negres peó · b5 negres peó · g5 negres peó · b3 blanques peó · e3 negres torre · g3 blanques peó · h3 blanques peó · c2 blanques peó · e2 blanques alfil · f2 blanques dama · d1 blanques torre · e1 blanques torre · f1 blanques rei | e8 negres torre · g8 negres rei · d7 negres cavall · f7 negres peó · a6 negres peó · c6 negres dama · d6 blanques peó · f6 blanques peó · h6 negres peó · b5 negres peó · g5 negres peó · b3 blanques peó · e3 negres torre · g3 blanques peó · h3 blanques peó · c2 blanques peó · e2 blanques alfil · f2 blanques dama · d1 blanques torre · e1 blanques torre · f1 blanques rei | e8 negres torre · g8 negres rei · d7 negres cavall · f7 negres peó · a6 negres peó · c6 negres dama · d6 blanques peó · f6 blanques peó · h6 negres peó · b5 negres peó · g5 negres peó · b3 blanques peó · e3 negres torre · g3 blanques peó · h3 blanques peó · c2 blanques peó · e2 blanques alfil · f2 blanques dama · d1 blanques torre · e1 blanques torre · f1 blanques rei | e8 negres torre · g8 negres rei · d7 negres cavall · f7 negres peó · a6 negres peó · c6 negres dama · d6 blanques peó · f6 blanques peó · h6 negres peó · b5 negres peó · g5 negres peó · b3 blanques peó · e3 negres torre · g3 blanques peó · h3 blanques peó · c2 blanques peó · e2 blanques alfil · f2 blanques dama · d1 blanques torre · e1 blanques torre · f1 blanques rei | e8 negres torre · g8 negres rei · d7 negres cavall · f7 negres peó · a6 negres peó · c6 negres dama · d6 blanques peó · f6 blanques peó · h6 negres peó · b5 negres peó · g5 negres peó · b3 blanques peó · e3 negres torre · g3 blanques peó · h3 blanques peó · c2 blanques peó · e2 blanques alfil · f2 blanques dama · d1 blanques torre · e1 blanques torre · f1 blanques rei | e8 negres torre · g8 negres rei · d7 negres cavall · f7 negres peó · a6 negres peó · c6 negres dama · d6 blanques peó · f6 blanques peó · h6 negres peó · b5 negres peó · g5 negres peó · b3 blanques peó · e3 negres torre · g3 blanques peó · h3 blanques peó · c2 blanques peó · e2 blanques alfil · f2 blanques dama · d1 blanques torre · e1 blanques torre · f1 blanques rei | 8 |
| 7 | e8 negres torre · g8 negres rei · d7 negres cavall · f7 negres peó · a6 negres peó · c6 negres dama · d6 blanques peó · f6 blanques peó · h6 negres peó · b5 negres peó · g5 negres peó · b3 blanques peó · e3 negres torre · g3 blanques peó · h3 blanques peó · c2 blanques peó · e2 blanques alfil · f2 blanques dama · d1 blanques torre · e1 blanques torre · f1 blanques rei | e8 negres torre · g8 negres rei · d7 negres cavall · f7 negres peó · a6 negres peó · c6 negres dama · d6 blanques peó · f6 blanques peó · h6 negres peó · b5 negres peó · g5 negres peó · b3 blanques peó · e3 negres torre · g3 blanques peó · h3 blanques peó · c2 blanques peó · e2 blanques alfil · f2 blanques dama · d1 blanques torre · e1 blanques torre · f1 blanques rei | e8 negres torre · g8 negres rei · d7 negres cavall · f7 negres peó · a6 negres peó · c6 negres dama · d6 blanques peó · f6 blanques peó · h6 negres peó · b5 negres peó · g5 negres peó · b3 blanques peó · e3 negres torre · g3 blanques peó · h3 blanques peó · c2 blanques peó · e2 blanques alfil · f2 blanques dama · d1 blanques torre · e1 blanques torre · f1 blanques rei | e8 negres torre · g8 negres rei · d7 negres cavall · f7 negres peó · a6 negres peó · c6 negres dama · d6 blanques peó · f6 blanques peó · h6 negres peó · b5 negres peó · g5 negres peó · b3 blanques peó · e3 negres torre · g3 blanques peó · h3 blanques peó · c2 blanques peó · e2 blanques alfil · f2 blanques dama · d1 blanques torre · e1 blanques torre · f1 blanques rei | e8 negres torre · g8 negres rei · d7 negres cavall · f7 negres peó · a6 negres peó · c6 negres dama · d6 blanques peó · f6 blanques peó · h6 negres peó · b5 negres peó · g5 negres peó · b3 blanques peó · e3 negres torre · g3 blanques peó · h3 blanques peó · c2 blanques peó · e2 blanques alfil · f2 blanques dama · d1 blanques torre · e1 blanques torre · f1 blanques rei | e8 negres torre · g8 negres rei · d7 negres cavall · f7 negres peó · a6 negres peó · c6 negres dama · d6 blanques peó · f6 blanques peó · h6 negres peó · b5 negres peó · g5 negres peó · b3 blanques peó · e3 negres torre · g3 blanques peó · h3 blanques peó · c2 blanques peó · e2 blanques alfil · f2 blanques dama · d1 blanques torre · e1 blanques torre · f1 blanques rei | e8 negres torre · g8 negres rei · d7 negres cavall · f7 negres peó · a6 negres peó · c6 negres dama · d6 blanques peó · f6 blanques peó · h6 negres peó · b5 negres peó · g5 negres peó · b3 blanques peó · e3 negres torre · g3 blanques peó · h3 blanques peó · c2 blanques peó · e2 blanques alfil · f2 blanques dama · d1 blanques torre · e1 blanques torre · f1 blanques rei | e8 negres torre · g8 negres rei · d7 negres cavall · f7 negres peó · a6 negres peó · c6 negres dama · d6 blanques peó · f6 blanques peó · h6 negres peó · b5 negres peó · g5 negres peó · b3 blanques peó · e3 negres torre · g3 blanques peó · h3 blanques peó · c2 blanques peó · e2 blanques alfil · f2 blanques dama · d1 blanques torre · e1 blanques torre · f1 blanques rei | 7 |
| 6 | e8 negres torre · g8 negres rei · d7 negres cavall · f7 negres peó · a6 negres peó · c6 negres dama · d6 blanques peó · f6 blanques peó · h6 negres peó · b5 negres peó · g5 negres peó · b3 blanques peó · e3 negres torre · g3 blanques peó · h3 blanques peó · c2 blanques peó · e2 blanques alfil · f2 blanques dama · d1 blanques torre · e1 blanques torre · f1 blanques rei | e8 negres torre · g8 negres rei · d7 negres cavall · f7 negres peó · a6 negres peó · c6 negres dama · d6 blanques peó · f6 blanques peó · h6 negres peó · b5 negres peó · g5 negres peó · b3 blanques peó · e3 negres torre · g3 blanques peó · h3 blanques peó · c2 blanques peó · e2 blanques alfil · f2 blanques dama · d1 blanques torre · e1 blanques torre · f1 blanques rei | e8 negres torre · g8 negres rei · d7 negres cavall · f7 negres peó · a6 negres peó · c6 negres dama · d6 blanques peó · f6 blanques peó · h6 negres peó · b5 negres peó · g5 negres peó · b3 blanques peó · e3 negres torre · g3 blanques peó · h3 blanques peó · c2 blanques peó · e2 blanques alfil · f2 blanques dama · d1 blanques torre · e1 blanques torre · f1 blanques rei | e8 negres torre · g8 negres rei · d7 negres cavall · f7 negres peó · a6 negres peó · c6 negres dama · d6 blanques peó · f6 blanques peó · h6 negres peó · b5 negres peó · g5 negres peó · b3 blanques peó · e3 negres torre · g3 blanques peó · h3 blanques peó · c2 blanques peó · e2 blanques alfil · f2 blanques dama · d1 blanques torre · e1 blanques torre · f1 blanques rei | e8 negres torre · g8 negres rei · d7 negres cavall · f7 negres peó · a6 negres peó · c6 negres dama · d6 blanques peó · f6 blanques peó · h6 negres peó · b5 negres peó · g5 negres peó · b3 blanques peó · e3 negres torre · g3 blanques peó · h3 blanques peó · c2 blanques peó · e2 blanques alfil · f2 blanques dama · d1 blanques torre · e1 blanques torre · f1 blanques rei | e8 negres torre · g8 negres rei · d7 negres cavall · f7 negres peó · a6 negres peó · c6 negres dama · d6 blanques peó · f6 blanques peó · h6 negres peó · b5 negres peó · g5 negres peó · b3 blanques peó · e3 negres torre · g3 blanques peó · h3 blanques peó · c2 blanques peó · e2 blanques alfil · f2 blanques dama · d1 blanques torre · e1 blanques torre · f1 blanques rei | e8 negres torre · g8 negres rei · d7 negres cavall · f7 negres peó · a6 negres peó · c6 negres dama · d6 blanques peó · f6 blanques peó · h6 negres peó · b5 negres peó · g5 negres peó · b3 blanques peó · e3 negres torre · g3 blanques peó · h3 blanques peó · c2 blanques peó · e2 blanques alfil · f2 blanques dama · d1 blanques torre · e1 blanques torre · f1 blanques rei | e8 negres torre · g8 negres rei · d7 negres cavall · f7 negres peó · a6 negres peó · c6 negres dama · d6 blanques peó · f6 blanques peó · h6 negres peó · b5 negres peó · g5 negres peó · b3 blanques peó · e3 negres torre · g3 blanques peó · h3 blanques peó · c2 blanques peó · e2 blanques alfil · f2 blanques dama · d1 blanques torre · e1 blanques torre · f1 blanques rei | 6 |
| 5 | e8 negres torre · g8 negres rei · d7 negres cavall · f7 negres peó · a6 negres peó · c6 negres dama · d6 blanques peó · f6 blanques peó · h6 negres peó · b5 negres peó · g5 negres peó · b3 blanques peó · e3 negres torre · g3 blanques peó · h3 blanques peó · c2 blanques peó · e2 blanques alfil · f2 blanques dama · d1 blanques torre · e1 blanques torre · f1 blanques rei | e8 negres torre · g8 negres rei · d7 negres cavall · f7 negres peó · a6 negres peó · c6 negres dama · d6 blanques peó · f6 blanques peó · h6 negres peó · b5 negres peó · g5 negres peó · b3 blanques peó · e3 negres torre · g3 blanques peó · h3 blanques peó · c2 blanques peó · e2 blanques alfil · f2 blanques dama · d1 blanques torre · e1 blanques torre · f1 blanques rei | e8 negres torre · g8 negres rei · d7 negres cavall · f7 negres peó · a6 negres peó · c6 negres dama · d6 blanques peó · f6 blanques peó · h6 negres peó · b5 negres peó · g5 negres peó · b3 blanques peó · e3 negres torre · g3 blanques peó · h3 blanques peó · c2 blanques peó · e2 blanques alfil · f2 blanques dama · d1 blanques torre · e1 blanques torre · f1 blanques rei | e8 negres torre · g8 negres rei · d7 negres cavall · f7 negres peó · a6 negres peó · c6 negres dama · d6 blanques peó · f6 blanques peó · h6 negres peó · b5 negres peó · g5 negres peó · b3 blanques peó · e3 negres torre · g3 blanques peó · h3 blanques peó · c2 blanques peó · e2 blanques alfil · f2 blanques dama · d1 blanques torre · e1 blanques torre · f1 blanques rei | e8 negres torre · g8 negres rei · d7 negres cavall · f7 negres peó · a6 negres peó · c6 negres dama · d6 blanques peó · f6 blanques peó · h6 negres peó · b5 negres peó · g5 negres peó · b3 blanques peó · e3 negres torre · g3 blanques peó · h3 blanques peó · c2 blanques peó · e2 blanques alfil · f2 blanques dama · d1 blanques torre · e1 blanques torre · f1 blanques rei | e8 negres torre · g8 negres rei · d7 negres cavall · f7 negres peó · a6 negres peó · c6 negres dama · d6 blanques peó · f6 blanques peó · h6 negres peó · b5 negres peó · g5 negres peó · b3 blanques peó · e3 negres torre · g3 blanques peó · h3 blanques peó · c2 blanques peó · e2 blanques alfil · f2 blanques dama · d1 blanques torre · e1 blanques torre · f1 blanques rei | e8 negres torre · g8 negres rei · d7 negres cavall · f7 negres peó · a6 negres peó · c6 negres dama · d6 blanques peó · f6 blanques peó · h6 negres peó · b5 negres peó · g5 negres peó · b3 blanques peó · e3 negres torre · g3 blanques peó · h3 blanques peó · c2 blanques peó · e2 blanques alfil · f2 blanques dama · d1 blanques torre · e1 blanques torre · f1 blanques rei | e8 negres torre · g8 negres rei · d7 negres cavall · f7 negres peó · a6 negres peó · c6 negres dama · d6 blanques peó · f6 blanques peó · h6 negres peó · b5 negres peó · g5 negres peó · b3 blanques peó · e3 negres torre · g3 blanques peó · h3 blanques peó · c2 blanques peó · e2 blanques alfil · f2 blanques dama · d1 blanques torre · e1 blanques torre · f1 blanques rei | 5 |
| 4 | e8 negres torre · g8 negres rei · d7 negres cavall · f7 negres peó · a6 negres peó · c6 negres dama · d6 blanques peó · f6 blanques peó · h6 negres peó · b5 negres peó · g5 negres peó · b3 blanques peó · e3 negres torre · g3 blanques peó · h3 blanques peó · c2 blanques peó · e2 blanques alfil · f2 blanques dama · d1 blanques torre · e1 blanques torre · f1 blanques rei | e8 negres torre · g8 negres rei · d7 negres cavall · f7 negres peó · a6 negres peó · c6 negres dama · d6 blanques peó · f6 blanques peó · h6 negres peó · b5 negres peó · g5 negres peó · b3 blanques peó · e3 negres torre · g3 blanques peó · h3 blanques peó · c2 blanques peó · e2 blanques alfil · f2 blanques dama · d1 blanques torre · e1 blanques torre · f1 blanques rei | e8 negres torre · g8 negres rei · d7 negres cavall · f7 negres peó · a6 negres peó · c6 negres dama · d6 blanques peó · f6 blanques peó · h6 negres peó · b5 negres peó · g5 negres peó · b3 blanques peó · e3 negres torre · g3 blanques peó · h3 blanques peó · c2 blanques peó · e2 blanques alfil · f2 blanques dama · d1 blanques torre · e1 blanques torre · f1 blanques rei | e8 negres torre · g8 negres rei · d7 negres cavall · f7 negres peó · a6 negres peó · c6 negres dama · d6 blanques peó · f6 blanques peó · h6 negres peó · b5 negres peó · g5 negres peó · b3 blanques peó · e3 negres torre · g3 blanques peó · h3 blanques peó · c2 blanques peó · e2 blanques alfil · f2 blanques dama · d1 blanques torre · e1 blanques torre · f1 blanques rei | e8 negres torre · g8 negres rei · d7 negres cavall · f7 negres peó · a6 negres peó · c6 negres dama · d6 blanques peó · f6 blanques peó · h6 negres peó · b5 negres peó · g5 negres peó · b3 blanques peó · e3 negres torre · g3 blanques peó · h3 blanques peó · c2 blanques peó · e2 blanques alfil · f2 blanques dama · d1 blanques torre · e1 blanques torre · f1 blanques rei | e8 negres torre · g8 negres rei · d7 negres cavall · f7 negres peó · a6 negres peó · c6 negres dama · d6 blanques peó · f6 blanques peó · h6 negres peó · b5 negres peó · g5 negres peó · b3 blanques peó · e3 negres torre · g3 blanques peó · h3 blanques peó · c2 blanques peó · e2 blanques alfil · f2 blanques dama · d1 blanques torre · e1 blanques torre · f1 blanques rei | e8 negres torre · g8 negres rei · d7 negres cavall · f7 negres peó · a6 negres peó · c6 negres dama · d6 blanques peó · f6 blanques peó · h6 negres peó · b5 negres peó · g5 negres peó · b3 blanques peó · e3 negres torre · g3 blanques peó · h3 blanques peó · c2 blanques peó · e2 blanques alfil · f2 blanques dama · d1 blanques torre · e1 blanques torre · f1 blanques rei | e8 negres torre · g8 negres rei · d7 negres cavall · f7 negres peó · a6 negres peó · c6 negres dama · d6 blanques peó · f6 blanques peó · h6 negres peó · b5 negres peó · g5 negres peó · b3 blanques peó · e3 negres torre · g3 blanques peó · h3 blanques peó · c2 blanques peó · e2 blanques alfil · f2 blanques dama · d1 blanques torre · e1 blanques torre · f1 blanques rei | 4 |
| 3 | e8 negres torre · g8 negres rei · d7 negres cavall · f7 negres peó · a6 negres peó · c6 negres dama · d6 blanques peó · f6 blanques peó · h6 negres peó · b5 negres peó · g5 negres peó · b3 blanques peó · e3 negres torre · g3 blanques peó · h3 blanques peó · c2 blanques peó · e2 blanques alfil · f2 blanques dama · d1 blanques torre · e1 blanques torre · f1 blanques rei | e8 negres torre · g8 negres rei · d7 negres cavall · f7 negres peó · a6 negres peó · c6 negres dama · d6 blanques peó · f6 blanques peó · h6 negres peó · b5 negres peó · g5 negres peó · b3 blanques peó · e3 negres torre · g3 blanques peó · h3 blanques peó · c2 blanques peó · e2 blanques alfil · f2 blanques dama · d1 blanques torre · e1 blanques torre · f1 blanques rei | e8 negres torre · g8 negres rei · d7 negres cavall · f7 negres peó · a6 negres peó · c6 negres dama · d6 blanques peó · f6 blanques peó · h6 negres peó · b5 negres peó · g5 negres peó · b3 blanques peó · e3 negres torre · g3 blanques peó · h3 blanques peó · c2 blanques peó · e2 blanques alfil · f2 blanques dama · d1 blanques torre · e1 blanques torre · f1 blanques rei | e8 negres torre · g8 negres rei · d7 negres cavall · f7 negres peó · a6 negres peó · c6 negres dama · d6 blanques peó · f6 blanques peó · h6 negres peó · b5 negres peó · g5 negres peó · b3 blanques peó · e3 negres torre · g3 blanques peó · h3 blanques peó · c2 blanques peó · e2 blanques alfil · f2 blanques dama · d1 blanques torre · e1 blanques torre · f1 blanques rei | e8 negres torre · g8 negres rei · d7 negres cavall · f7 negres peó · a6 negres peó · c6 negres dama · d6 blanques peó · f6 blanques peó · h6 negres peó · b5 negres peó · g5 negres peó · b3 blanques peó · e3 negres torre · g3 blanques peó · h3 blanques peó · c2 blanques peó · e2 blanques alfil · f2 blanques dama · d1 blanques torre · e1 blanques torre · f1 blanques rei | e8 negres torre · g8 negres rei · d7 negres cavall · f7 negres peó · a6 negres peó · c6 negres dama · d6 blanques peó · f6 blanques peó · h6 negres peó · b5 negres peó · g5 negres peó · b3 blanques peó · e3 negres torre · g3 blanques peó · h3 blanques peó · c2 blanques peó · e2 blanques alfil · f2 blanques dama · d1 blanques torre · e1 blanques torre · f1 blanques rei | e8 negres torre · g8 negres rei · d7 negres cavall · f7 negres peó · a6 negres peó · c6 negres dama · d6 blanques peó · f6 blanques peó · h6 negres peó · b5 negres peó · g5 negres peó · b3 blanques peó · e3 negres torre · g3 blanques peó · h3 blanques peó · c2 blanques peó · e2 blanques alfil · f2 blanques dama · d1 blanques torre · e1 blanques torre · f1 blanques rei | e8 negres torre · g8 negres rei · d7 negres cavall · f7 negres peó · a6 negres peó · c6 negres dama · d6 blanques peó · f6 blanques peó · h6 negres peó · b5 negres peó · g5 negres peó · b3 blanques peó · e3 negres torre · g3 blanques peó · h3 blanques peó · c2 blanques peó · e2 blanques alfil · f2 blanques dama · d1 blanques torre · e1 blanques torre · f1 blanques rei | 3 |
| 2 | e8 negres torre · g8 negres rei · d7 negres cavall · f7 negres peó · a6 negres peó · c6 negres dama · d6 blanques peó · f6 blanques peó · h6 negres peó · b5 negres peó · g5 negres peó · b3 blanques peó · e3 negres torre · g3 blanques peó · h3 blanques peó · c2 blanques peó · e2 blanques alfil · f2 blanques dama · d1 blanques torre · e1 blanques torre · f1 blanques rei | e8 negres torre · g8 negres rei · d7 negres cavall · f7 negres peó · a6 negres peó · c6 negres dama · d6 blanques peó · f6 blanques peó · h6 negres peó · b5 negres peó · g5 negres peó · b3 blanques peó · e3 negres torre · g3 blanques peó · h3 blanques peó · c2 blanques peó · e2 blanques alfil · f2 blanques dama · d1 blanques torre · e1 blanques torre · f1 blanques rei | e8 negres torre · g8 negres rei · d7 negres cavall · f7 negres peó · a6 negres peó · c6 negres dama · d6 blanques peó · f6 blanques peó · h6 negres peó · b5 negres peó · g5 negres peó · b3 blanques peó · e3 negres torre · g3 blanques peó · h3 blanques peó · c2 blanques peó · e2 blanques alfil · f2 blanques dama · d1 blanques torre · e1 blanques torre · f1 blanques rei | e8 negres torre · g8 negres rei · d7 negres cavall · f7 negres peó · a6 negres peó · c6 negres dama · d6 blanques peó · f6 blanques peó · h6 negres peó · b5 negres peó · g5 negres peó · b3 blanques peó · e3 negres torre · g3 blanques peó · h3 blanques peó · c2 blanques peó · e2 blanques alfil · f2 blanques dama · d1 blanques torre · e1 blanques torre · f1 blanques rei | e8 negres torre · g8 negres rei · d7 negres cavall · f7 negres peó · a6 negres peó · c6 negres dama · d6 blanques peó · f6 blanques peó · h6 negres peó · b5 negres peó · g5 negres peó · b3 blanques peó · e3 negres torre · g3 blanques peó · h3 blanques peó · c2 blanques peó · e2 blanques alfil · f2 blanques dama · d1 blanques torre · e1 blanques torre · f1 blanques rei | e8 negres torre · g8 negres rei · d7 negres cavall · f7 negres peó · a6 negres peó · c6 negres dama · d6 blanques peó · f6 blanques peó · h6 negres peó · b5 negres peó · g5 negres peó · b3 blanques peó · e3 negres torre · g3 blanques peó · h3 blanques peó · c2 blanques peó · e2 blanques alfil · f2 blanques dama · d1 blanques torre · e1 blanques torre · f1 blanques rei | e8 negres torre · g8 negres rei · d7 negres cavall · f7 negres peó · a6 negres peó · c6 negres dama · d6 blanques peó · f6 blanques peó · h6 negres peó · b5 negres peó · g5 negres peó · b3 blanques peó · e3 negres torre · g3 blanques peó · h3 blanques peó · c2 blanques peó · e2 blanques alfil · f2 blanques dama · d1 blanques torre · e1 blanques torre · f1 blanques rei | e8 negres torre · g8 negres rei · d7 negres cavall · f7 negres peó · a6 negres peó · c6 negres dama · d6 blanques peó · f6 blanques peó · h6 negres peó · b5 negres peó · g5 negres peó · b3 blanques peó · e3 negres torre · g3 blanques peó · h3 blanques peó · c2 blanques peó · e2 blanques alfil · f2 blanques dama · d1 blanques torre · e1 blanques torre · f1 blanques rei | 2 |
| 1 | e8 negres torre · g8 negres rei · d7 negres cavall · f7 negres peó · a6 negres peó · c6 negres dama · d6 blanques peó · f6 blanques peó · h6 negres peó · b5 negres peó · g5 negres peó · b3 blanques peó · e3 negres torre · g3 blanques peó · h3 blanques peó · c2 blanques peó · e2 blanques alfil · f2 blanques dama · d1 blanques torre · e1 blanques torre · f1 blanques rei | e8 negres torre · g8 negres rei · d7 negres cavall · f7 negres peó · a6 negres peó · c6 negres dama · d6 blanques peó · f6 blanques peó · h6 negres peó · b5 negres peó · g5 negres peó · b3 blanques peó · e3 negres torre · g3 blanques peó · h3 blanques peó · c2 blanques peó · e2 blanques alfil · f2 blanques dama · d1 blanques torre · e1 blanques torre · f1 blanques rei | e8 negres torre · g8 negres rei · d7 negres cavall · f7 negres peó · a6 negres peó · c6 negres dama · d6 blanques peó · f6 blanques peó · h6 negres peó · b5 negres peó · g5 negres peó · b3 blanques peó · e3 negres torre · g3 blanques peó · h3 blanques peó · c2 blanques peó · e2 blanques alfil · f2 blanques dama · d1 blanques torre · e1 blanques torre · f1 blanques rei | e8 negres torre · g8 negres rei · d7 negres cavall · f7 negres peó · a6 negres peó · c6 negres dama · d6 blanques peó · f6 blanques peó · h6 negres peó · b5 negres peó · g5 negres peó · b3 blanques peó · e3 negres torre · g3 blanques peó · h3 blanques peó · c2 blanques peó · e2 blanques alfil · f2 blanques dama · d1 blanques torre · e1 blanques torre · f1 blanques rei | e8 negres torre · g8 negres rei · d7 negres cavall · f7 negres peó · a6 negres peó · c6 negres dama · d6 blanques peó · f6 blanques peó · h6 negres peó · b5 negres peó · g5 negres peó · b3 blanques peó · e3 negres torre · g3 blanques peó · h3 blanques peó · c2 blanques peó · e2 blanques alfil · f2 blanques dama · d1 blanques torre · e1 blanques torre · f1 blanques rei | e8 negres torre · g8 negres rei · d7 negres cavall · f7 negres peó · a6 negres peó · c6 negres dama · d6 blanques peó · f6 blanques peó · h6 negres peó · b5 negres peó · g5 negres peó · b3 blanques peó · e3 negres torre · g3 blanques peó · h3 blanques peó · c2 blanques peó · e2 blanques alfil · f2 blanques dama · d1 blanques torre · e1 blanques torre · f1 blanques rei | e8 negres torre · g8 negres rei · d7 negres cavall · f7 negres peó · a6 negres peó · c6 negres dama · d6 blanques peó · f6 blanques peó · h6 negres peó · b5 negres peó · g5 negres peó · b3 blanques peó · e3 negres torre · g3 blanques peó · h3 blanques peó · c2 blanques peó · e2 blanques alfil · f2 blanques dama · d1 blanques torre · e1 blanques torre · f1 blanques rei | e8 negres torre · g8 negres rei · d7 negres cavall · f7 negres peó · a6 negres peó · c6 negres dama · d6 blanques peó · f6 blanques peó · h6 negres peó · b5 negres peó · g5 negres peó · b3 blanques peó · e3 negres torre · g3 blanques peó · h3 blanques peó · c2 blanques peó · e2 blanques alfil · f2 blanques dama · d1 blanques torre · e1 blanques torre · f1 blanques rei | 1 |
|   | a | b | c | d | e | f | g | h |   |

Potser el comportament més notòriament il·legal de Matulović es va produir contra Istvan Bilek a l'Interzonal de Sousse de 1967, quan segons sembla, va rectificar la seva jugada 38. Af3 i va substituir-la per 38. Rg1. De fet, va fer una jugada perdedora, però a continuació la va desfer tot dient "j'adoube" ("componc" – terme usat abans d'ajustar les peces a la seva casella, vegeu regla de la peça tocada). El seu rival va protestar a l'àrbitre però la jugada va romandre. Aquest incident li va valer el renom de "J'adoubovic." Aquesta actitud està documentada diversos cops, inclòs un en una partida contra Bobby Fischer.
Matulović va ser declarat culpable d'homicidi imprudent, i va estar nou mesos a la presó per un accident de cotxe en què es va veure implicat, i en què va morir una dona.

## Partides notables
L'agut joc d'atac de Matulović es pot observar amb claredat en aquesta partida contra el GM búlgar Georgi Tringov, de la 19a Olimpíada a Siegen.
Matulović versus Tringov, Defensa Pirc: 1.e4 d6 2.d4 Cf6 3.Cc3 g6 4.f4 Ag7 5.Cf3 O-O 6.Ad3 Cbd7 7.O-O e5 8.fxe5 dxe5 9.d5 c6 10.dxc6 bxc6 11.Rh1 Dc7 12.Ae3 Cb6 13.a4 a5 14.De1 Cfd7 15.Td1 Dd8 16.Df2 Tb8 17.Cd2 De7 18.b3 Rh8 19.Ce2 f6 20.Cg3 h5 21.Cc4 Cxc4 22.Axc4 Tb4 23.Td3 Te8 24.Tfd1 Tb8 25.Cf5 gxf5 26.Dh4 Cf8 27.Dxh5+ Ch7 28.Ac5 Dxc5 29.Th3 Ah6 30.Dxe8+ Df8 31.Td8 fxe4 32.Dxf8+ Axf8 33.Txf8+ Rg7 34.Tg8#